# 아르투르 모라이스
아르투르 길례르미 모라이스 구즈망 (Artur Guilherme Moraes Gusmão, 1981년 1월 25일, 레메 ~), 혹은 줄여서 아르투르는 브라질의 축구 선수로, 현재 프리메이라리가의 데스포르티부 아베스에서 골키퍼로 활약하고 있다. 2011-12 시즌 프리메이라리가 SL 벤피카에서 전반기 우수한 활약으로, 그는 벤피카 팬으로부터 "아서왕" (Rei Artur) 라는 별명이 붙여졌다.

## 클럽 경력

### 크루제이루 EC
아르투르는 크루제이루 EC에서 축구를 시작하였다. 그는 2006-2007 시즌에 코리치바 FC로 임대되었다. 그는 2006 시즌에 클레베르와 호드리구를 밀어내고 주전 골키퍼 자리를 차지하였다. 하지만 2007 시즌에는 에드손 바스투스가 주전 골키퍼였다.

### 이탈리아 무대
아르투르는 2008년 1월 4일, 크루제이루 EC와의 계약이 만료된 후, AC 시에나와 2년 계약을 체결하였다. 같은 해 1월 30일, 그는 AC 체세나로 임대되었다.
2008년 6월 25일, 아르투르는 AC 시에나에서 팀 동료 시모네 로리아와 함께 AS 로마로 이적하였다. AS 로마 이적에는 골키퍼 지안루카 쿠르치를 AC 체세나와의 공동 소유 계약과 미드필더 아메드 바루소의 AC 시에나 임대 이적이 포함되었다. 다니엘레 갈로파는 로마와 시에나가 공동 소유하였고, 계약 만료 후 시에나 선수가 되었다. 그는 FC 스테아우아 부쿠레슈티와의 비공식 친선경기에서 데뷔하였지만, 팀은 1-3으로 패하였다.
2009년, 그는 주전 골키퍼 도니의 부상으로 줄리우 세르지우와 피에트로 피폴로 골키퍼를 제치고 주전이 되었다. 2009-10 시즌, 그는 주전 자리를 잃었고, 감독은 줄리우 세르지우를 주전으로 보그단 로본츠와 도니를 백업 골키퍼로 사용하였다.

### 포르투갈 무대
2010년부터, 그는 포르투갈에서 활약하기 시작하였다.

#### SC 브라가
2010년 여름, 그는 에두아르두와 파베우 키예셰크를 잃은 SC 브라가로 이적하였다. 브라가는 큄의 부상으로 인해 마리우 펠구에이라스의 백업이었는데 UEFA 챔피언스리그 2010-11에서 조3위로 밀려 탈락하였다. 그 후, 그는 펠리페의 백업이 되었고, 마르쿠스가 그를 백업하였다. 펠리페가 12월에 브라질로 돌아간 후, 그는 주전으로 도약하였다.

#### SL 벤피카
2011년 5월 16일, 아르투르는 SL 벤피카와 4년 계약을 맺었다.

## 수상
- 브라질 세리에 A: 2003
- 브라질 세리에 B: 2007
- 브라질 컵: 2003
- 미나스제라이스 주 챔피언쉽: 2003, 2004